# Lewis (seizoen 2)
Het tweede seizoen van Lewis liep van 24 februari 2008 tot en met 16 maart 2008 en bevatte vier afleveringen. 

## Rolverdeling
- Kevin Whately - inspecteur Robert Lewis
- Laurence Fox - rechercheur James Hathaway
- Rebecca Front - chief superintendent Jean Innocent
- Clare Holman -  patholoog-anatoom Laura Hobson

## Afleveringen
| Nr. | Aflevering | Titel                          | Regisseur      | Schrijver    | Selectie gastrollen | Uitzenddatum     |  |
| --- | ---------- | ------------------------------ | -------------- | ------------ | --- | ---------------- |  |
| 5 | 1          | And the Moonbeams Kiss the Sea | Dan Reed       | Alan Plater  | Haydn Gwynne - Sandra Walters Darren Clarke - Reg Chapman Caroline O'Neill - Susan Chapman Emily Beecham - Nell Buckley Tom Riley - Philip Horton Neil Pearson - dr. Stringer Jeany Spark - Jane Evans | 24 februari 2008 |  |
| De moorden op Reg Chapman, een conciërge van de Bodleian Library en gokverslaafd, en Nell Buckley, een kunststudente, lijken op eerste oog geen connectie te hebben. Het onderzoek wijst echter uit dat Chapman historische boeken uit de Bodleian stal zodat Buckley samen met Philip, een andere student en getalenteerde schilder, de lege bladeren uit de boeken kon gebruiken om vervalsingen te maken. Zij vervalste gedichten van de beroemde Percy Bysshe Shelley en verkocht deze op de internationale markt. Het blijkt dat de twee slachtoffers, om verschillende redenen, de grote man achter de schermen wilden openbaren, en dat zij hierom vermoord werden. |            |                                |                |              | |                  |  |
| 6 | 2          | Music to Die For               | Bill Anderson  | Dusty Hughes | Tom Goodman-Hill - Richard Helm Cheryl Campbell - Valli Helm Ben Batt - Milo Hardy Joanna Christie - Sarah Kriel Rachael Blake - Ann Kriel Paul Venables - Hansie Kriel Bradley James - Jack Roth      | 2 maart 2008     |  |
| Wanneer R.G. Cole, een oudere homoseksuele professor, vermoord wordt in het huis van zijn jongere vriend gaan Lewis en Hathaway op onderzoek uit. Het onderzoek brengt hen naar illegale vuistgevechten, Wagner opera's, Oost-Berlijn en de Stasi. Tijdens het onderzoek komt Lewis in contact met een vrouw die in het verleden een relatie had met zijn oude baas, inspecteur Morse. |            |                                |                |              | |                  |  |
| 7 | 3          | Life Born of Fire              | Richard Spence | Tom MacRae   | Matthew Marsh - Henry McEwan Gillian Bevan - Sadie McEwan Ian McNeice - pastoor King Rachael Stirling - Zoë Kenneth Chiké Okonkwo - Jonjo Read Kate Miles - Nova Rose Bruce Mackinnon - Conan Jones    | 9 maart 2008     |  |
| Student Will McEwan schiet zichzelf voor de ogen van pastoor Francis King door het hoofd. Terwijl Lewis en Hathaway, die het slachtoffer uit zijn jeugd kent, zich afvragen of zij met een moord te maken hebben wordt King vermoord gevonden. De connectie tussen hen beiden blijkt The Garden te zijn, een opgeheven stichting die als doel had om homoseksuelen te genezen van hun seksuele voorkeur. Een embleem van een feniks, dat deze stichting gebruikte, wordt ook gevonden op het zelfmoordbrief van McEwan en bij de moord op King. Tijdens het onderzoek ontdekken zij dat de vader van McEwan hem uit het huis heeft gezet toen hij bekend maakte dat hij homoseksueel was. zijn moeder verklaart echter dat hij de laatste maanden een relatie had met een meisje. Lewis ontdekt tijdens het verdere onderzoek meerdere geheimen en leugens. Na meerdere moorden blijkt dat de vriendin van McEwan zichzelf anders voordoet dan zij eigenlijk is, en dat dit Hathaway bijna fataal wordt.             |            |                                |                |              | |                  |  |
| 8 | 4          | The Great and the Good         | Stuart Orme    | Paul Rutman  | Laura Rees - Beatrice Donnelly Daniela Nardini - Magda Donnelly Sean McGinley - Keiran Donnelly Jason Watkins - Oswald Cooper Tim Dutton - Simon Ashton Kwame Kwei-Armah - Danny Adebayou              | 16 maart 2008    |  |
| Lewis laat zich overhalen voor een partij squash met Hathaway. Hij gaat door zijn rug en zoekt de spoedeisende hulp van het ziekenhuis op. Daar ontmoeten hij en Hathaway de familie Donnely, hun dochter Beatrice is daar gedrogeerd binnen gebracht en blijkt seksueel misbruikt te zijn. Beatrice werd in een veld gevonden waar zij verkracht is, zij kan zich echter niets daarvan herinneren. Bewijzen voeren hen naar Oswald Cooper, een conciërge van de school waar Beatrice ook les volgde. Hij gebruikt dezelfde medicijnen waarmee Beatrice gedrogeerd werd. Zijn alibi is dat hij aanwezig was op een etentje met drie voormalige studiegenoten, deze bevestigen zijn alibi. De volgende dag wordt Cooper echter vermoord en gecastreerd gevonden in zijn huis. Bewijzen wijzen dan uit dat Cooper Beatrice wel verkracht heeft en dat zijn alibi vals was. Het blijkt dat Cooper zijn voormalige studiegenoten hielp door georganiseerde oplichting, en dat hij werd vermoord om dit geheim te houden. |            |                                |                |              | |                  |  |